# Georg Moritz Stöcker
Georg Moritz Stöcker (* 28. Dezember 1797 in Langenfeld bei Neustadt an der Aisch; † 4. März 1852 ebenda) war  Posthalter, Abgeordneter der Bayerischen Abgeordnetenkammer und Mitglied der Nationalversammlung in Frankfurt am Main 1848/49.
Stöcker war von 1815 bis 1852 Gastwirt, Posthalter und Landwirt in Langenfeld. Von 1831 bis 1837 war ein Mitglied des Landrats des Rezart-Kreises in Ansbach. Von 1837 bis 1843 war er  Abgeordneter der Ständeversammlung des Königreichs Bayern. Am 3. November 1848 wurde er Nachfolger  des Abgeordneten Christian Carl von Glück in der Frankfurter Nationalversammlung. Er gehörte dem Centralmärzverein an und vertrat ein altliberales und – entgegen anderslautenden anonymen Gerüchten – bauernfreundliches Programm. Am 24. Februar 1849 legte er sein dortiges Mandat nieder. Sein Nachfolger wurde Ferdinand Lammers. Stöcker wurde erneut Abgeordneter des Bayerischen Landtages. Dieses Amt bekleidete er bis zu seinem Tod. Nach seinem Tod rückte Joseph Winzheimer für ihn in die Bayerische Abgeordnetenkammer nach.
In seinem Geburtsort Langenfeld ist die Georg-Moritz-Stöcker-Straße nach ihm benannt.